# شهرستان سانوک
شهرستان سانوک (به لهستانی: Powiat Sanok) یک شهرستان در لهستان است که در استان پودکارپاتسکیه واقع شده‌است. شهرستان سانوک ۱٬۲۲۵٫۱۲ کیلومتر مربع مساحت و ۹۴٬۷۴۰ نفر جمعیت دارد.